# Glos-la-Ferrière
Glos-la-Ferrière is een plaats en voormalige gemeente in het Franse departement Orne in de regio Normandië en telt 558 inwoners (2004). De plaats maakt deel uit van het arrondissement Mortagne-au-Perche.

## Geschiedenis
Glos-la-Ferrière is op 1 januari 2016 gefuseerd met de gemeenten Anceins, Bocquencé, Couvains, La Ferté-Frênel, Gauville, Heugon, Monnai, Saint-Nicolas-des-Laitiers en Villers-en-Ouche tot de gemeente La Ferté-en-Ouche. 

## Geografie
De oppervlakte van Glos-la-Ferrière bedraagt 12,6 km², de bevolkingsdichtheid is 44,3 inwoners per km².
De onderstaande kaart toont de ligging van Glos-la-Ferrière met de belangrijkste infrastructuur en aangrenzende gemeenten.

## Demografie
Onderstaande figuur toont het verloop van het inwonertal (bron: INSEE-tellingen).

## Geboren
- Paul Cornu (1881-1944), Franse rijwielhandelaar en uitvinder, maakte als eerste een vrije vlucht in een helikopter

Anceins · Bocquencé · Couvains · La Ferté-Frênel · Gauville · Glos-la-Ferrière · Heugon · Monnai · Saint-Nicolas-des-Laitiers · Villers-en-Ouche